# Manuelito
Manuelito (c. 1818 - 1893) foi um dos principais líderes do povo navajo, junto com Barboncito, Herrero Grande, entre outros.
Em 1846, Manuelito e outros líderes navajos assinaram um acordo de paz com o governo americano. Porém, novos atritos entre o exército dos EUA e os indígenas levaram-no a reunir mais de mil guerreiros para atacar o Forte Defiance na madrugada de 30 de abril de 1860. Ao ataque seguiu-se uma represália das forças armadas que só teve fim com um novo tratado assinado em janeiro do ano seguinte.
Em 1863, os navajos receberam um ultimato do general James Carleton para deixarem suas terras, onde criavam gado, praticavam agricultura e onde acreditava-se haver ouro, mudando-se para a reserva de Bosque Redondo. Manuelito e outros líderes se recusaram, e precisaram enfrentar as tropas de Kit Carson, que praticaram uma estratégia de terra arrasada até que a maioria dos indígenas se entregassem após passarem frio e fome. Manuelito foi o último chefe a se render, em 1 de setembro de 1866. Apenas dezoito dias depois, o general Carleton foi afastado de seu posto.
Manuelito ficou confinado no campo de Bosque Redondo até 1 de junho de 1868, quando um último tratado foi assinado, permitindo que os navajos retornassem à suas terras que ainda não tinham sido ocupadas por colonos. Lá ele morreu em 1893.